# 圣伊维
圣伊维（法語：Saint-Yvi，法語發音：[sɛ̃.t‿ivi]）是法国菲尼斯泰尔省的一个市镇，位于该省南部偏东，属于坎佩尔区。

## 地理
圣伊维（47°58'3"N, 3°56'5"W）面积27.05 平方千米，位于法国布列塔尼大區菲尼斯泰尔省，该省份为法国最西部的省份，位于布列塔尼半岛西部，北西南三面环大西洋，东临阿摩尔滨海省和莫尔比昂省。
与圣伊维接壤的市镇（或旧市镇、城区）包括：孔卡諾、埃利扬、埃尔盖加贝里克、拉福雷富埃南、梅尔旺、罗斯波尔当、圣埃瓦尔泽克。

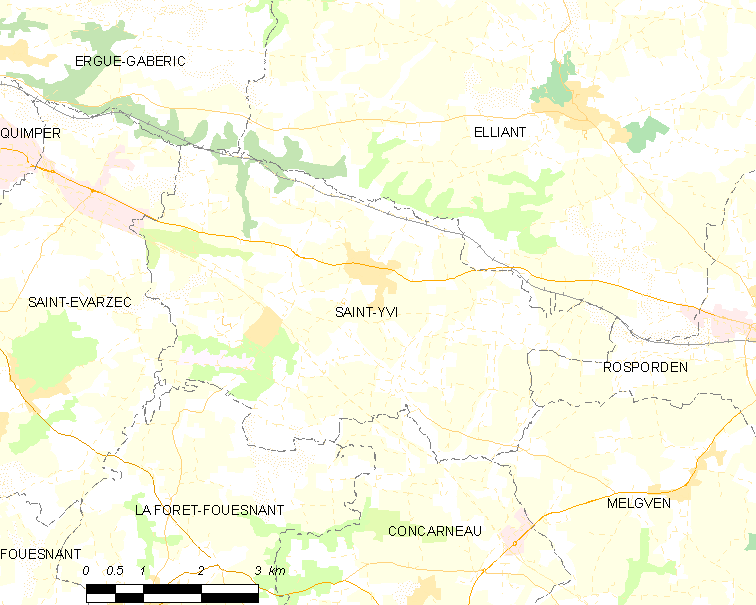
圣伊维的OSM定位图

圣伊维的时区为UTC+01:00、UTC+02:00（夏令时）。

## 行政
圣伊维的邮政编码为29140，INSEE市镇编码为29272。

## 政治
圣伊维所属的省级选区为孔卡诺县。

## 人口

1962-2008年间圣伊维人口变化图示

圣伊维于2022年1月1日时的人口数量为3418人。